# Carlos de Baviera
El duque Carlos de Baviera (Mannheim, 7 de julio de 1795-Tegernsee, 16 de agosto de 1875) fue un  príncipe de Baviera con el tratamiento de su alteza serenísima hasta 1806, y desde ese año duque de dicho lugar, con el tratamiento de su alteza real, hasta su muerte. Por nacimiento fue también un miembro de la casa real de Wittelsbach, siendo un miembro hasta su muerte. Fue también un militar.

## Biografía
El príncipe fue el quinto y último de los hijos del matrimonio formado por Maximiliano José, duque de Zweibrucken (después elector y rey de Baviera), y de la princesa Augusta Guillermina de Hesse Darmstadt.

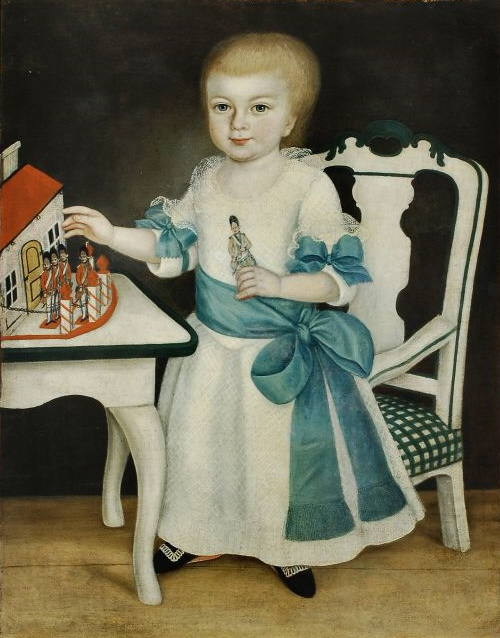
Carlos entre 1796 o 1797, de artista desconocido

El inicio de su carrera militar se produjo desde temprana edad. En 1813, recibió su bautismo de fuego en la batalla de Hanau, luchando contra Napoleón bajo las órdenes del general príncipe de Wrede. En 1814, junto con sus padres, su hermano Luis, y otros príncipes y soberanos europeos, se trasladó durante el Congreso de Viena a esta ciudad. En 1822, se retiró del servicio activo por sus diferencias con este último. En 1838, bajo el reinado de su hermano Luis I de Baviera, fue reincorporado al ejército. Se le ofreció la corona griega en 1830, pero la rechazo. Tuvo un papel destacado en la guerra austro-prusiana de 1866.
Contrajo un primer matrimonio morganático el 1 de octubre de 1823 con María Ana Sofía Petin, que recibió el título de baronesa de Bayrstoff. Anteriormente la pareja ya había tenido una primera hija. El matrimonio tuvo en total tres hijas casadas después con nobles y con descendencia:
- Carolina Sofía, condesa de Bayrstorff (1817-1889).[5]
- Maximiliana Teodora, condesa de Bayrstorff (1823-1885).[5]
- Francisca Sofía, condesa de Bayrstorff (1827-1912).[6]

El 7 de mayo de 1859 contrajo un segundo matrimonio morganático con Enriqueta Schoeller (1815-1866), sin descendencia.
Murió en su villa de Tegernsee, tras una caída de su caballo.

## Títulos, órdenes y empleos

### Títulos
| ● 7 de julio de 1795-1 de enero de 1806:   | Su alteza serenísima el duque Carlos de Baviera |
| ● 1 de enero de 1806-16 de agosto de 1875: | Su alteza real el príncipe Carlos de Baviera    |

### Órdenes

#### Reino de Baviera
- Caballero de la Orden de San Huberto.[8]
- Gran prior de la Baja Baviera de la Orden Real y Militar de San Jorge.[9] (Reino de Baviera)

#### Extranjeras
- Caballero de la Orden del Toisón de Oro.[7] ( Imperio austríaco)
- Caballero de la Orden de María Teresa.[10][11] ( Imperio austríaco)
- Caballero gran cruz de la Orden de San Esteban.[7] ( Imperio austríaco)
- Caballero de la Orden del Águila Negra.[12] (

 Reino de Prusia)
- Caballeros de primera clase de la Orden del Águila Roja.[13] (

 Reino de Prusia)
- Caballero de la Orden de la Corona de Ruda.[14] ( Reino de Sajonia)
- Caballero gran cruz de la Orden de la Corona de Wurtemberg. ( Reino de Wurtemberg)
- Caballero gran cruz de la Orden de la Casa Ernestina de Sajonia.[15] (   Ducados ernestinos)
- Caballero de la Orden de San Andrés.[16] ( Imperio ruso)
- Caballero de primera clase de la Orden de San Alejandro Nevski.[16] ( Imperio ruso)
- Caballero de cuarta clase de la Orden de San Jorge.[16] ( Imperio ruso)
- Caballero de primera clase de la Orden de Santa Ana.[17] ( Imperio ruso)
- Caballero de la Orden del Águila Blanca.[16] ( Reino de Polonia)
- Caballero gran cruz de la Orden del León Neerlandés.[7] ( Reino de los Países Bajos)
- Caballero de la Orden de los Serafines.[18] ( Reino de Suecia)
- Caballero gran cruz de la Orden de San José.[19] ( Gran Ducado de Toscana)

### Empleos
- Propietario del regimiento de coraceros n.º 1 del ejército del Reino de Baviera.[20]